# Finsbury (London)
Finsbury ist ein Stadtteil im Zentrum von London und bildet den südöstlichen Teil des London Borough of Islington. Es grenzt an die City of London.

## Geschichte
Das Manor of Finsbury wird erstmals als Vinisbir (1231) erwähnt und bedeutet „Herrenhaus eines Mannes namens Finn“. Finsbury lag etwas außerhalb des Stadttors Cripplegate (und später Moorgate) an der London Wall. Zu dieser Zeit war ein Großteil des Herrenhauses Teil des „großen Moores, das an die Nordmauer der Stadt spülte“.
Finsbury gab zwei größeren Verwaltungsgebieten seinen Namen: der Finsbury Division der Ossulstone Hundred of Middlesex vom 17. Jahrhundert bis 1900 und von 1900 bis 1965 dem Metropolitan Borough of Finsbury. Zum Metropolitan Borough gehörten Finsbury (auch bekannt als St. Luke’s) und Clerkenwell.
Das Gebiet sollte nicht mit Finsbury Park verwechselt werden, einem öffentlichen Platz etwa 5 km nördlich, der dem umliegenden, hauptsächlich aus Wohngebieten bestehenden Gebiet seinen Namen gibt.

## Lage
Das Gebiet liegt unmittelbar nördlich der City of London und entspricht ungefähr dem Teil des London Borough of Islington östlich der Goswell Road und südlich der City Road. Es umfasst auch ein kleines Gebiet nördlich der City Road, das sich auf das City Road Basin konzentriert.
Die Teile des Coleman Street Ward in der City of London, die außerhalb der ehemaligen Stadtmauern liegen (heute größtenteils vom Finsbury Circus bedeckt), gehörten früher zum Manor of Finsbury und werden manchmal immer noch als Teil des Gebiets bezeichnet.
Das Rathaus von Finsbury und das Finsbury Estate liegen weiter westlich in Clerkenwell und sind nach dem ehemaligen Stadtbezirk Finsbury benannt, der sowohl Finsbury als auch Clerkenwell umfasste.

## Berühmte Einwohner
- Dadabhai Naoroji, indischer Politiker